# Agathidium cheneyi
Agathidium cheneyi ist ein Schwammkugelkäfer, der bevorzugt inmitten von zerrottendem Baumholz lebt und sich von Schleimpilzen auf den Baumrinden ernährt.
Der Käfer ist im Bundesstaat Chiapas in Mexiko verbreitet.

## Namensgebung
In der englischen Sprache wird die Gattung aufgrund ihrer Ernährung auch als Slime mold beetles, übersetzt „Schleimpilz-Käfer“, bezeichnet.
Der Käfer wurde von den amerikanischen Insektenforschern Quentin D. Wheeler und Kelly B. Miller, zwei früheren Wissenschaftlern der renommierten Cornell University, im Jahr 2005 nach dem damaligen US-Vizepräsidenten Dick Cheney benannt. Die Namensgeber betonten, dass die Namensgebung keine Beleidigung darstelle, sondern vielmehr eine Auszeichnung.
Wheeler wörtlich in einer Presseerklärung der Universität: „Wir bewundern diese Führungspersönlichkeiten als Mitbürger, die den Mut zu ihrer Überzeugung haben und bereit sind, Prinzipien von Freiheit und Demokratie zu folgen, obwohl das sehr oft schwer und unpopulär ist, anstatt das Naheliegende und Populäre hinzunehmen“.
In den Augen des Nachrichtenmagazins Der Spiegel stellt die Benennung allerdings eine Rache der Forscher für angeblich „offene und verborgene Gängeleien der Regierung Bush“ dar, die sich in der Wissenschaft so viele Feinde gemacht habe wie noch keine US-Regierung zuvor.
Weitere Arten der Gattung Agathidium sind Agathidium bushi, Agathidium rumsfeldi und Agathidium vaderi.